# Blautia obeum
Blautia obeum es una especie de  bacteria grampositiva del género Blautia. Fue descrita en el año 2015. Su etimología hace referencia a ovoide. Anteriormente conocida como Ruminococcus obeum. Es anaerobia estricta e inmóvil. Tiene un tamaño de 0,8-1,1 μm por 0,9-1,5 μm. Temperatura de crecimiento entre 25-45 °C, óptima de 37 °C. Se ha aislado de heces humanas.